# Кандыба, Наталья Григорьевна
Наталья Григорьевна Кандыба (29 августа (11 сентября) 1914 года, х. Весело-Семяновка — 16 февраля 1983, Киев) — украинская советская актриса, мастер дубляжа и декламации.

## Биография
Родилась 29 августа (11 сентября) 1914 года в хуторе Весело-Семяновка (в настоящее время на территории посёлка городского типа Дубовязовка Конотопского района Сумской области Украины) в дворянской семье Кандыб. Детские годы проводила в поместье, селе Куриловка.
Окончила рабфак и Киевский театральный институт. Была актрисой Киевского украинского драматического театра имени Ивана Франко. Была членом фронтовой концертной бригады. В  своих книгах  искусствовед  В. Гайдабура упоминает имя Н. Кандыбы , он показал,  как артисты, которые волею судьбы играли в театрах Украины в тяжелое военное время, утверждали духовные ценности культуры и поддерживали веру и надежду в сердцах людей.
В 1950-е годы работала актрисой театра Дома офицеров в городе Веймар (Германия). В 1954 году — актриса Киевского театра им. Ивана Франка. С 1960 года — актриса Киевской государственной филармонии.Основой репертуара актрисы стала украинская поэзия, как классическая, так и современная. Среди любимых авторов: Максим Рыльский, Андрей Малышко, Платон Воронько, Леонид Вишеславский, многие из которых дарили актрисе свои книги со словами благодарности и восхищения.
Ушла из жизни 16 февраля 1983 года в г. Киеве.
Дочь — киновед Оксана Мусиенко (род. 1938).

### Театральные работы
- Нина — «Угрюм-река»;
- Лида — «Платон Кречет»;
- Надя — «Калиновая роща».

### Роли в кино
- 1970 — «Путь к сердцу» — Наталья Ильинична
- 1963 — «Возвращение Вероники» (эпизод)
- 1960 — «Крепость на колёсах» (эпизод)
- 1959 — «Олекса Довбуш» (эпизод)
- 1955 — «Приключения с пиджаком Тарапуньки» (короткометражный)

### Озвучивание роли
- 1964 — «Тени забытых предков» (укр. Тіні забутих предків): в роли матери Иванка.